# Sestriere
Sestriere (en francés Sestrières) es un pueblo alpino, perteneciente a la provincia de Turín, en la región del Piamonte, al norte de Italia. Se encuentra a 2035 m sobre el nivel del mar y tiene una población de 838 habitantes (2003). Está a 17 km de la frontera francesa.
Es conocido por ser comienzo y final de etapa en varias ediciones del Tour de Francia y el Giro de Italia.

## Evolución demográfica
| Gráfica de evolución demográfica de Sestriere entre 1861 y 2001 |
|                                                                 |
| fuente ISTAT - elaboración gráfica por Wikipedia                |

## Estación de esquí

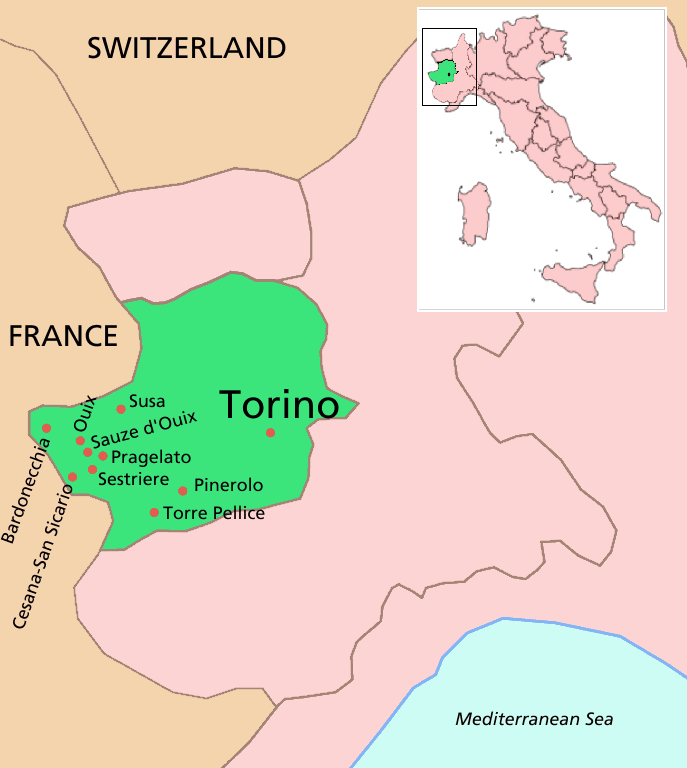
Localización de Sestriere.

La estación fue creada por la familia Agnelli, propietarios del Grupo Fiat.
Acogió los Campeonatos del Mundo de esquí alpino en 1997 y algunas pruebas de los Juegos Olímpicos de Invierno 2006. Es también una localización habitual en la Copa del Mundo de esquí alpino.

## Links
Foto de la val Chisone

## Ciudades Hermanas
Bariloche, Argentina
Torino, Italia
Roma, Italia
París, Francia
Lhasa, China
Londres, Reino Unido
Praga, República Checa
Susa, Italia
- Datos: Q10302
- Multimedia: Sestriere / Q10302

Los Ángeles, EE. UU.
1. ↑  Worldpostalcodes.org, código postal n.º 10058.
2. ↑  «Codici Catastali». Comuni-italiani.it (en italiano). Consultado el 29 de abril de 2017.